# Cabo Blanco (Argentina)
El cabo Blanco es un accidente geográfico ubicado en la costa norte de la Provincia de Santa Cruz (Patagonia argentina), y se halla cerca del extremo sur del golfo San Jorge. La posición geográfica en la que se encuentra es 47°19′S 65°44′O / -47.317, -65.733 y está a 88 kilómetros de Puerto Deseado.

## Toponimia
Los primeros habitantes del cabo fueron los aborígenes tehuelches que denominaron el lugar como Yenk Aike que se traduce como vigía del mar. Pero la denominación actual fue fruto de la visita de Magallanes en 1520. El navegante bautizó con el actual nombre a este accidente costero comenzó ya que los morros rocosos se encontraban cubiertos de guano. Luego su uso en las cartas náuticas de la época con el nombre de Cabo Blanco fue habitual. El morro rocoso que en la actualidad lleva el nombre de Cabo Blanco es el del medio; el morro del norte se denomina Pan de Azúcar y el morro del sur se denomina Tres Isletas.

## Características geológicas
El cabo Blanco propiamente dicho está conformado por afloramientos rocosos con rumbo Norte-Sur de pórfidos riolíticos, que miden aproximadamente 1,1 x 0,7 km. Estos se hallan unidos al continente por un tómbolo de tierra de origen holocénico, donde existe un faro desde principios del siglo XX, así como un apostadero naval. Se distinguen dos grandes promontorios rocosos, uno al Norte (donde se halla un faro de la Armada Argentina) y otro al Sur.

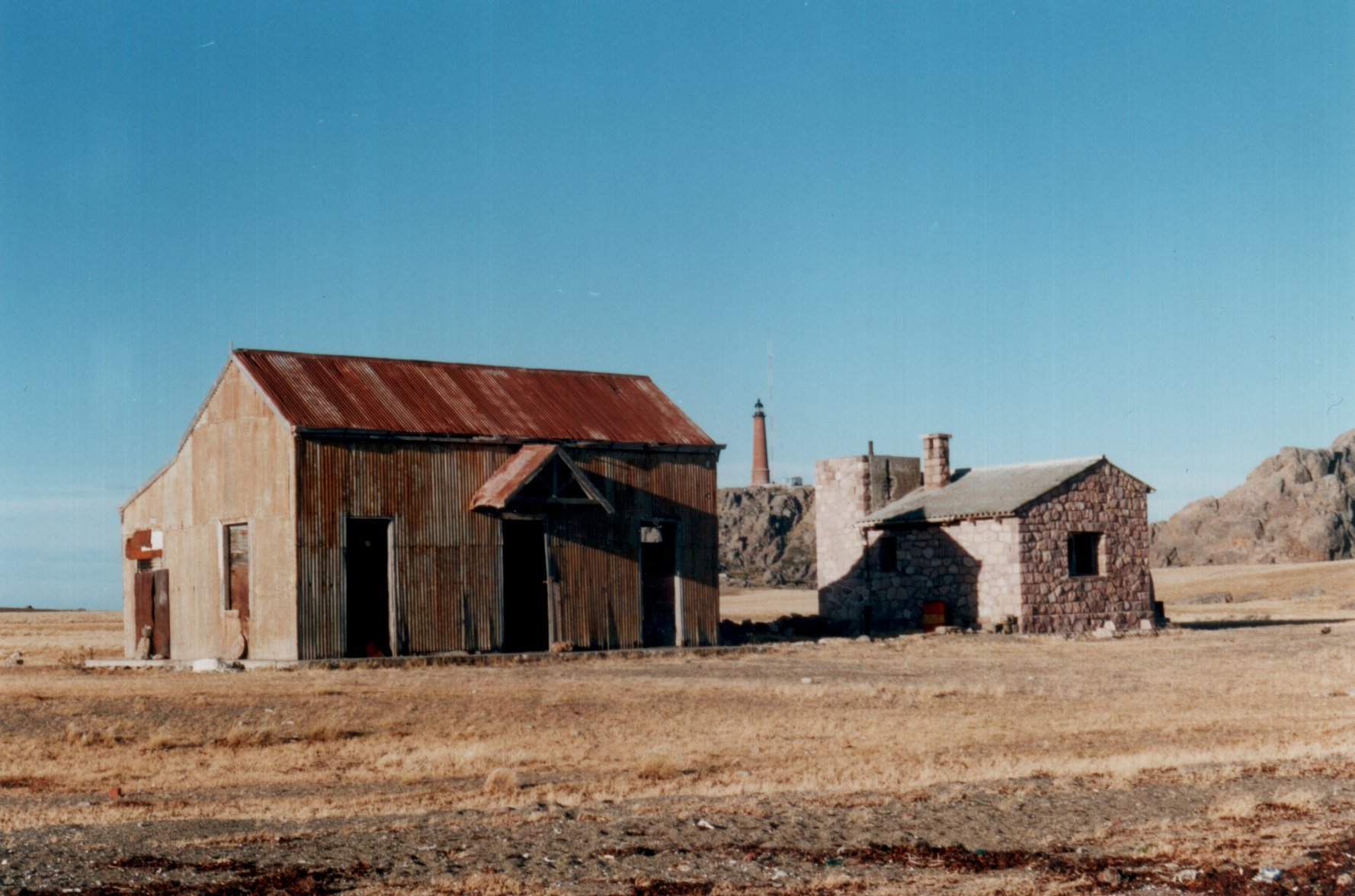
Vista de la antigua estafeta de correos y casa del Guardahilos del cabo Blanco (foto de enero de 1999).

Cerca de los afloramientos rocosos y en el tómbolo mismo, se hallan terrenos bajos con alta concentración salina. La costa del tómbolo está constituida por un albardón de rodados de hasta 10 m de altura, que se continúa varios kilómetros a lo largo de las dos bahías delimitadas al Norte y al sur.

## Clima
| Parámetros climáticos promedio de Cabo Blanco (1951-1970) | Parámetros climáticos promedio de Cabo Blanco (1951-1970) | Parámetros climáticos promedio de Cabo Blanco (1951-1970) | Parámetros climáticos promedio de Cabo Blanco (1951-1970) | Parámetros climáticos promedio de Cabo Blanco (1951-1970) | Parámetros climáticos promedio de Cabo Blanco (1951-1970) | Parámetros climáticos promedio de Cabo Blanco (1951-1970) | Parámetros climáticos promedio de Cabo Blanco (1951-1970) | Parámetros climáticos promedio de Cabo Blanco (1951-1970) | Parámetros climáticos promedio de Cabo Blanco (1951-1970) | Parámetros climáticos promedio de Cabo Blanco (1951-1970) | Parámetros climáticos promedio de Cabo Blanco (1951-1970) | Parámetros climáticos promedio de Cabo Blanco (1951-1970) | Parámetros climáticos promedio de Cabo Blanco (1951-1970) |
| Mes                                                       | Ene.                                                      | Feb.                                                      | Mar.                                                      | Abr.                                                      | May.                                                      | Jun.                                                      | Jul.                                                      | Ago.                                                      | Sep.                                                      | Oct.                                                      | Nov.                                                      | Dic.                                                      | Anual                                                     |
| --------------------------------------------------------- | --------------------------------------------------------- | --------------------------------------------------------- | --------------------------------------------------------- | --------------------------------------------------------- | --------------------------------------------------------- | --------------------------------------------------------- | --------------------------------------------------------- | --------------------------------------------------------- | --------------------------------------------------------- | --------------------------------------------------------- | --------------------------------------------------------- | --------------------------------------------------------- | --------------------------------------------------------- |
| Temp. media (°C)                                          | 14.3                                                      | 13.7                                                      | 13.0                                                      | 10.2                                                      | 7.7                                                       | 5.1                                                       | 4.8                                                       | 5.3                                                       | 6.4                                                       | 8.6                                                       | 11.4                                                      | 12.9                                                      | 9.5                                                       |
| Precipitación total (mm)                                  | 10.0                                                      | 12.5                                                      | 13.5                                                      | 11.0                                                      | 16.5                                                      | 19.0                                                      | 16.0                                                      | 15.0                                                      | 10.5                                                      | 7.0                                                       | 8.5                                                       | 11.5                                                      | 151.0                                                     |
| Horas de sol                                              | 238.7                                                     | 223.2                                                     | 220.1                                                     | 180.0                                                     | 120.9                                                     | 105.0                                                     | 117.8                                                     | 130.2                                                     | 159.0                                                     | 220.1                                                     | 225.0                                                     | 251.1                                                     | 2191.1                                                    |
| Humedad relativa (%)                                      | 73.5                                                      | 72.0                                                      | 71.0                                                      | 74.5                                                      | 78.5                                                      | 79.5                                                      | 80.0                                                      | 78.5                                                      | 77.0                                                      | 74.5                                                      | 71.5                                                      | 68.5                                                      | 74.9                                                      |
| Fuente: Secretaria de Minería                             |                                                           |                                                           |                                                           |                                                           |                                                           |                                                           |                                                           |                                                           |                                                           |                                                           |                                                           |                                                           |                                                           |

## Fauna presente
En la costa, asociada al afloramiento, se desarrollan amplios bancos de moluscos, especialmente de mejillones (Mytilus edulis), cholgas (Aulacomya atra) y lapas (Nacella (Patinigera) magellanica). Además, se dan en el mismo la existencia de grandes colonias de lobos marinos de un pelo (Otaria flavescens) y dos pelos (Arctocephalus australis), y varias especies de aves marinas, incluyendo colonias de varias especies de cormoranes (Phalacrocorax atriceps, P. magellanicus y P. gaimardi). También se da la presencia ocasional de pingüinos de Magallanes (Spheniscus magellanicus) y rara vez pingüino rey (Aptenodytes patagonicus), aunque no existen colonias de reproducción en las cercanías.

## Acceso
El área protegida se halla a 88 kilómetros de Puerto Deseado. El acceso se realiza tomando la Ruta Nacional N.º 281. Más adelante se toma a la derecha por la Ruta Provincial N.º 14 y luego la Ruta Provincial N.º 91. Aunque gran parte del camino es de ripio el mismo cuenta con un mantenimiento regular y se halla afectado por inclemencias climáticas de la zona. En sus últimos kilómetros se vuelve un huello de greda que se constituye un desafío para vehículos normales.

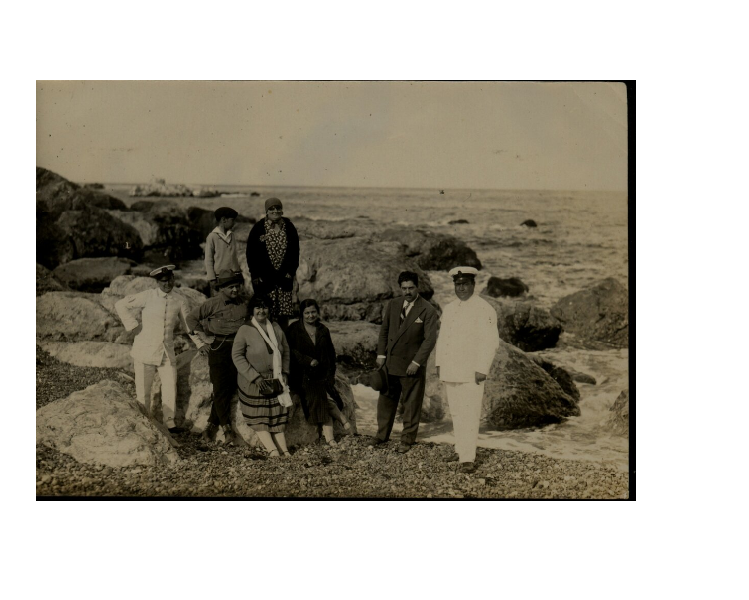
Jefe del Correo y del Faro de Cabo Blanco con sus respectivas Familias en el cabo blanco.

## Arqueología
En las cercanías del cabo Blanco se encuentran gran cantidad de sitios arqueológicos, muchos de ellos de gran extensión e importancia para la arqueología patagónica argentina. Estos son conocidos desde los inicios de las investigaciones arqueológicas en la región patagónica a principios del siglo XX. Hoy en día se hallan muy alterados por el intenso saqueo que hacen los turistas y los agentes naturales. En excavaciones en Cabo Blanco (2 m de profundidad) se encontraron bolas de boleadoras y en parajes cercanos, anzuelos y arpones de hueso lo que indica que no sólo cazaban, también pescaban. 

## Poblamiento a comienzos delsigloXX
El poblamiento de Cabo Blanco comenzó con los pueblos originarios. Como vestigio de esta ocupación que fueron encontrados  boleadoras, anzuelos, puntas de flechas y arpones de hueso. Se estima que estos grupos primitivos posiblemente sean los antepasados de los grupos indígenas que encontraron los primeros colonizadores europeos.
Se estima que en 1422 aproximadamente llegó una expedición china, del almirante Zheng He, a estas costas. Desde entonces, tras el descubrimiento de América, varios navegantes exploraron el sur en busca de un paso que los llevara a las Molucas. Gracias a estos intentos se fue descubriendo la costa patagónica. Para 1520 ya figuraba en las cartas náuticas con su nombre actual.  
El Lugar se halla a alrededor de 80 kilómetros al norte de Puerto Deseado, donde existe un sistema de grandes salinas cercanas tierra tierra adentro del Cabo Blanco. En los tiempos anteriores a los frigoríficos la sal era muy útil para la preservación de la carne y pieles de ovinos y focas. Ante tal potencial, en 1888 es pedida la mensura de una mina de sal en la salina cercana. En 1899 Don Miguel Martínez obtuvo una concesión para dos terrenos dentro de grandes salina. En 1901 se inician los sondeos para la explotación del mineral. Los estudios estimaron reservas profundas en entre 15 y 40 millones de toneladas. Por ese tiempo, la salina representó una fuente de riqueza relacionada con la producción ovina, teniendo en cuenta la conservación de la carne y el cuero mediante el salado, la conservación de los quesos y  también la explotación de lobos y elefantes marinos, por el alto valor de su piel, que se desarrollaba en diferentes puertos de las costas australes. Ese mismo año Miguel Martínez solicitó la mensura y marcación de 2 canteras componiendo así 40has en la salina. Para 1902 se inició la extracción por L. Parmiggiani y Cía. bajo el título de Compañía de las Grandes Salinas de Cabo Blanco.  La Salina Cabo Blanco ocupa una depresión del terreno de 900 hectáreas. El clima desértico favorece la evaporación de las aguas de lluvia o de las napas subterráneas que afloran en la superficie de la laguna, formando con el tiempo lo que se llama “salinas de cosecha”, ya que la extracción se hace en época seca, armando pilas para su secado Ese mismo año la salina comienza a funcionar. La minia de sal se valía de carros para arrimar la sal a las cercanías de una línea férrea de troncha angosta que transportaba la sal a la orilla sur del cabo. Desde allí era transportada en barco a los centros de distribución y venta.
Dentro del mismo en agosto, el ministro de Marina se dirige a la Dirección General de Correos y sugiere la conveniencia de que la línea telegráfica que se extenderá desde General Conesa a Cabo Vírgenes toque Cabo Blanco. De este modo, allí se anuncia que se instalará un faro y un semáforo por su prominente ubicación geográfica.

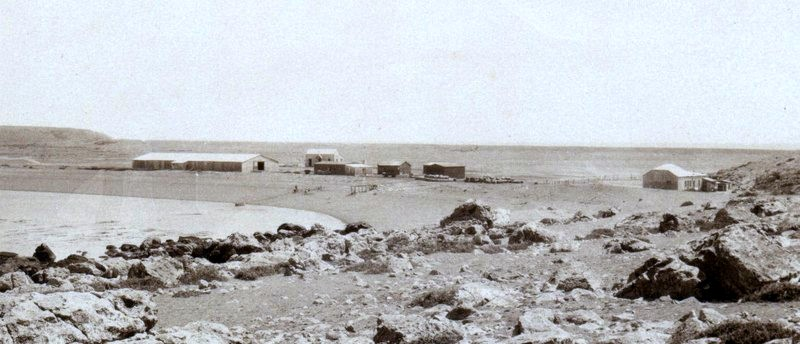
El poblado que se formó a principios del siglo pasado a los pies del faro.

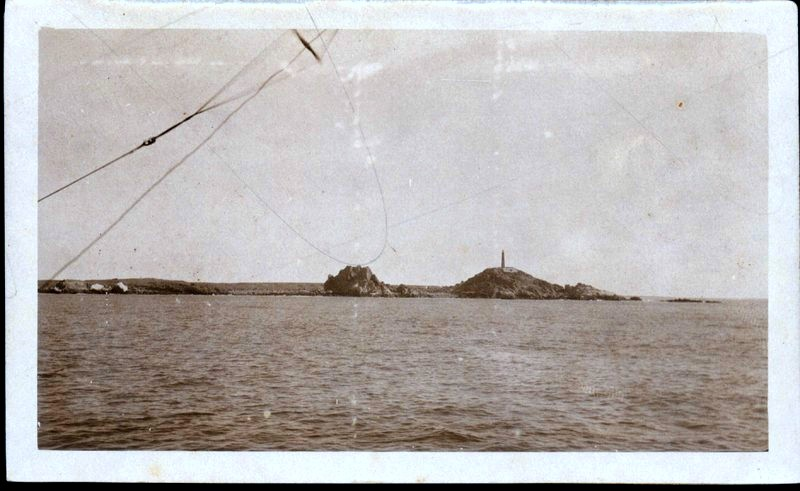
Fotografía del Faro de Cabo Blanco tomada desde un buque.

A comienzos del siglo XX se formó un pequeño poblado a partir del asentamiento generado por la explotación de las salinas cercanas. Para la explotación del recurso la compañía de las Grandes Salinas de Cabo Blanco construyó el Ferrocarril Salinero de Cabo Blanco. El mismo detentaba unos 5.6 km de extensión y trocha de 60 cm. El ramal se dedicó actividades de cargas industriales poseía una terminal en la salina y un embarcadero en Cabo Blanco. La producción fue muy importante, según informes de la época se llegó a cargar hasta 3.000 ton. de sal en cada barco. Sin embargo, para 1930 esta sal bajó la demanda de sal mundialmente y la compañía se retiró del lugar definitivamente. Para 1902 se inició la extracción L. Parmiggiani y Cía. bajo el título de Compañía de las Grandes Salinas de Cabo Blanco. El impulso de la industria hizo crecer al pueblo Cabo Blanco. La comunidad contó con pensiones para los obreros, una casa de correo, un juez de la paz, una comisaría y una escuela. No obstante, fue descripto como un rincón anárquico, con informes de homicidios y ataques en La Prensa y La Nación. La explotación de la salina generó tanto movimientos de barcos, que llegó a tener más importancia que Puerto Deseado en un momento y la gente de Deseado tuvo que viajar a Cabo Blanco para tomar el barco. No obstante, al estar culminado el Ferrocarril Puerto Deseado a Colonia Las Heras la competencia se hizo más dura por la traza elegida, motivo de críticas porque los primeros 200 kilómetros. avanzaron casi paralelos al mar, compitiendo desfavorablemente con este puerto y los de Caleta Olivia y Mazaredo. Pese a ello, a los ganaderos les continuó resultando más económico sacar su producción lanera por estos puertos algunos años más.    
En 1915 el pequeño ferrocarril tuvo su mayor trabajo al colaborar con la construcción del Faro Cabo Blanco. Siendo crucial para el desembarco su muelle y transporte de los materiales hasta el pie del morro donde se erigiría la estructura. Para esto, fueron transportados los elementos desde el sitio de desembarque a una distancia de 650 metros, hasta el pie del morro, por la vía ferroviaria. Una vez en la base del accidente, y ante la configuración empinada del terreno, desde allí hasta el sitio de construcción del faro fueron trasladados los materiales por alambre-carril de 80 metros de largo. Además, los galpones de la compañía fueron prestados para guardar los materiales para la obra del faro y posterior utilización. La gran obra que fue terminada 2 años después y se terminó trasladando: 110.000 ladrillos de forma trapezoidal para la torre del faro, 86.900 ladrillos comunes para la casa y 40.000 kilos de cemento porlant. Luego de concluida la obra los galpones de la compañía fueron devueltos a su condición preexistente a la obra.
El 25 de abril de 1918 se solicitó una nueva mensura para la ampliación de las instalaciones del faro sobre terrenos en la Caleta Sud del Cabo Blanco presentando plano al Ministerio de Agricultura a cargo de Honorio Pueyrredón. Sin embargo, la solicitud recién se concretó el 30 de enero de 1923 cuando el Ministerio de Agricultura concretó con la adjudicación de 45 hectáreas aproximadamente, con destino al servicio del faro mediante decreto firmado por el presidente Torcuato de Alvear y T. A. Le Bretón. El  9 de septiembre de 1923 se labró el acta de toma posesión de esas tierras. De este modo, el entonces pueblo tomó la nueva configuración al limitar las tierras del faro al norte, al este y al sur, y al oeste con las tierras adjudicadas a la Sociedad Anónima Grandes Salinas de Cabo Blanco, firmando esta Acta Adolfo Western, torrero jefe de faros, Ernesto Martínez, administrador de las Salinas y Ángel Gaveta, jefe de la oficina de Correos. Como resultado, se dejó constancia que unas pequeñas quintas y el cementerio quedan dentro de los terrenos de la Marina.El 9 de noviembre de 1923 la nueva mensura se confirmó con un plano de los terrenos del Faro y el jefe del Faro Adolfo Western confirmó con tinta roja el cementerio y las quintas, señalando que “el primero se encuentra a 200 metros aproximadamente al Sur del Faro y está alambrado con alambre de hierro galvanizado en mal estado, en un perímetro de 20 por 20 metros. Las quintas están al Sur del Faro a 700 metros la primera de 7  metros por 5 metros con cerco de madera rústica y la otra a 750 metros con un tamaño de 13 metros por 6 metros con cerco de madera rústica y chapas de zinc. Recién en septiembre de 1958 el agrimensor Roberto Sahade hizo la mensura delimitando sus terrenos con los del Faro y la Salina. Esto indica que los propietarios de la compañía conservaron por lo menos un tiempo más sus tierras tras el cierre de sus operaciones.

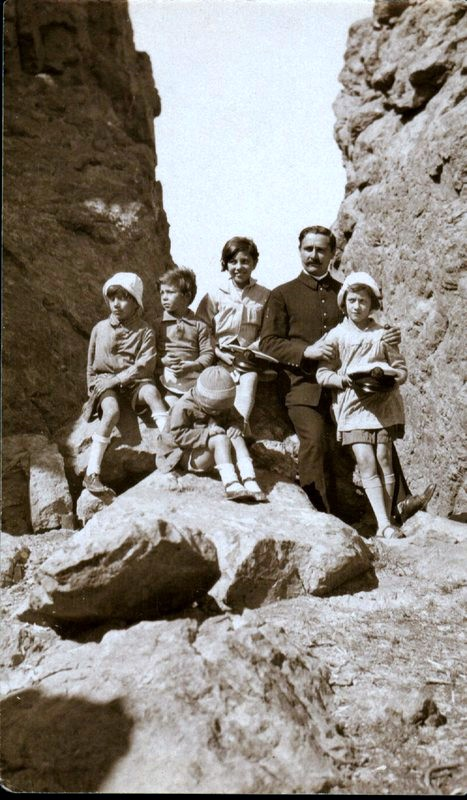
Retrato de Familiar en Cabo Blanco

En el censo de Territorios Nacionales realizado en 1920 figuran censadas 33 personas que habitaban en el ámbito rural en torno a la localidad.Mientras que otras fuentes afirman que el poblado llegó a detentar 200 habitantes. En su mayor momento se instalaron almacenes, ferreterías, correo privado y viviendas para los trabajadores de la mina de sal.Entre los trabajadores y pobladores sobre salió José Font quien tuvo su primer trabajo en la salina. Años después, sería conocido como Facón Grande y tendría papel destacado en los hechos de la Patagonia rebelde.
La explotación de la salina generó tanto movimientos de barcos, que ostentó más importancia que Puerto Deseado en un momento y la gente de Deseado tuvo que viajar a Cabo Blanco para tomar el barco. Al pujante pueblo asentado en cercanías de las rocas de la costa se le sumó las dos casas del correo, los galpones de las grandes salinas donde se embolsaban la sal, los galpones para reparaciones del tren, un almacén de ramos generales que explotaba la salina quien les pagaba a los obreros con monedas acuñadas a tal efecto, la fonda de Anyeles, la fonda de Pérez, la fonda de José Deangelli, la comisaría, registro civil, juzgado de paz, la casa de los ganaderos Jenkis y Fasioli, la posta de pastal claro, almacén de Sepúlveda, todas las instalaciones que del faro, dos quintas muy grandes y después también entre las rocas había una quinta más chiquita que era de un señor llamaba Torremocha que proveía de verduras a los pobladores. Los últimos datos de esta población fueron suministrados por una guía de Puerto Deseado del año 1942 con datos posibles de 1940/1941 o anteriores. En esta guía se afirma que funcionaba un aula de escuela presumiblemente en la casa de la administración del correo que era la casa más grande, de once habitaciones, que luego se quemó. Esto concuerda con la información suministrada por al Jefe del Servicio de Hidrografía Nava en octubre de 1941; que próximo al Faro se hallaban ubicados una oficina de Correos y Telégrafos y las instalaciones de la explotación de la Salina y un puesto de la Policía, en forma tal que los guardianes destacados tenían a su alcance los recursos para efectuar comunicaciones o recabar elementos de auxilio  en caso de emergencia. En cuanto al cobro de haberes y aprovisionamiento de víveres se efectuaba en Puerto Deseado salvando la distancia con un sulky. Por lo que el pueblo iría desapareciendo a lo lardo de los años 1940. Las últimas personas que vivieron en la zona costera del pueblo fueron los empleados del correo. Este se mantuvo activo desde 1923, en la vieja casilla de madera que luego fue reemplazada por un edificio de material que funcionó hasta su clausura, por escaso movimiento el 17 de junio de 1974.  
A pesar de su gran producción, la empresa terminó operaciones cerca 1930. Esto se adujo al difícil reclutamiento de obreros para un lugar tan aislado; un costoso por vía marítima hasta el norte y la irrupción de la refrigeración de la carne ovina que se hizo industrial y despojó a la sal de rentabilidad.
En 1937 se creó mediante decreto por el gobierno nacional la reserva natural de Cabo Blanco con el objetivo de para proteger la fauna que habita en esa área natural. Posiblemente, ya el pueblo estuviera casi deshabitado. Con la decisión del gobierno nacional de proteger estos animales se logró la recuperación de los lobos marinos de dos pelos.
Actualmente, quedan pocos vestigios del poblado como dos viviendas y su cementerio que fue restaurado. La población que vive en la zona rural adyacente aun se dedican a la ganadería ovina. Por otro lado, aun prevalecen en la zona restos de ladrillos de la fábrica Ctibor, que se han utilizado en algunas construcciones en esa zona.El faro continúa en funcionamiento y el problema de personal y automatización fue resuelto en 1993 cuando la Armada Argentina instaló los paneles solares para automatizar el funcionamiento de la señal. Esto permitió reducir el personal a solo 2 militares estables con cambio de guardia. Sin embargo, sobre el peñón no hay agua potable, tendido eléctrico, señal de celular, igual que hace medio milenio, cuando lo avistó el navegante portugués Hernando de Magallanes, el adelantado. Esto vuelve al faro de Cabo Blanco uno de los más aislados de la Argentina.
El área del cabo Blanco, así como el faro de la Armada Argentina, constituyen un atractivo turístico de importancia para la gente de la zona, especialmente de Puerto Deseado (ciudad localizada a 60 km de distancia). Es un lugar común de acampe y para realizar asados. También, recibe la visita de turistas internacionales. Su singular geografía hace la ilusión que el golfo San Jorge con su silueta parece darle un rodillazo al Océano Atlántico y quedar en línea recta a sólo 535 kilómetros de las islas Malvinas.
Pese a los años de abandono y olvido el potencial del área para producción de sal no se olvido y en 2010 recayó una propuesta concreta para darle valor a este yacimiento. La propuesta incluyó además del estudio de una empresa, la labor de estudiantes de la Facultad de Ingeniería de la Universidad Nacional de Mar del Plata. Para los estudios se hicieron muchas perforaciones, extrajeron mineral e hicieron todos los estudios de ambiente. No obstante, se encontró la problemática del punto de equilibrio de la rentabilidad requería una inversión inicial bastante grande para la explotación, con una amortización rápida. El proyecto incluía generar tres productos: Sal para hielo; sal industrial; y por último hacer sal de mesa con una marca para insertar en el mercado. Como resultante de estas tres variables, se desprendía un producto más, como es el cloro. El proyecto parecía imparable ya que se sumaba la Ley de Promoción Industrial en vigencia. El proyecto cumplió con todos los requerimientos de Minería y el propio gobernador Peralta firmó la carta de intención. En abril  de 2012 se firmó un acuerdo con Fomicruz y se entregó el paquete accionario. Sin embargo, una orden expresa del ejecutivo provincial frenó toda posibilidad al no prestar la firma final para dar marcha al proyecto. Al mismo tiempo se cerró toda la negociación por un tema político. En consecuencia, firma gastó mucho dinero en perforación y estudios. La burocracia peronista de estos años impidió que se exploten 48 millones de toneladas de sal con una posibilidad de explotación de todo el año y la posibilidad de reactivar el puerto de Deseado.
Una visita en mayo de 2011 confirmó que aun prevalece gran parte de los terraplenes construidos casi totalmente de arena y redondeadas por el transcurso de los años. Parte de los durmientes ferroviarios de acero prevalece, aunque muy oxidados y, en algunos casos, nada más que fragmentos. Por último, del material rodante solo sobrevive un vagón volcador intacto y algunos restos de otros diseminados por el lugar. 
En 2013 lo que fue el poblado vivió una pequeña refundación cuando se constituyó en la base el Club Cabo Blanco Pesca y Rugby Club, una iniciativa para recordar a los antiguos habitantes del lugar y soñar con el regreso de los descendientes. El acta constitutiva fue escrita a mano en el libro de visitas del faro y establece como rito, antes de los partidos: “guardar un minuto de silencio en memoria de los viejos pobladores y en honor de las almas que fueron enterradas en el cementerio de Cabo Blanco”. La cancha está justo al lado del faro. 
En junio de 2014, estudiantes de la Universidad Católica Argentina trabajaron en el lugar en el marco del Programa Patagónico de la UCA, realizando tareas de limpieza y reconstrucción de la antigua casa de correos. También instalaron un molino eólico. En el lugar existían dos edificaciones que estaban totalmente dañadas por vandalismos.
En 2021 un empresario que explota el sistema de Salinas Makenke en Puerto San Julián afirmó su intención de querer explotar la salina de Cabo Blanco. Su potencial se estima entre 30 y 70 metros de sal, lo cual es una cantidad inmensa por lo que se necesitaría un trabajo en modo minería y no raspaje.

## Cabo Blanco en la literatura
La obra más completa (y quizás la única) sobre la historia de Cabo Blanco es el libro "Cabo Blanco: historia de un pueblo desaparecido" de Carlos Santos. 
Además, Cabo Blanco es uno de los escenarios principales de la novela de ficción  perteneciente a Cristian Perfumo: "Dónde enterré a Fabiana Orquera"
En la novela de Julio Verne: "Veinte mil leguas de viaje submarino" es a la altura de Cabo Blanco, a bordo de la fragata Abraham Lincoln, donde Ned Land conversa con el profesor Pierre Aronmax de su teoría sobre lo que estaba ocurriendo en el mar. Narrada en el capítulo IV de la primera parte.

El faro siempre fue es símbolo de confín, al punto que aparece bajo el compás de un capitán aventurero en la película La ballena, sobre los hechos que inspiraron la novela Moby Dick.

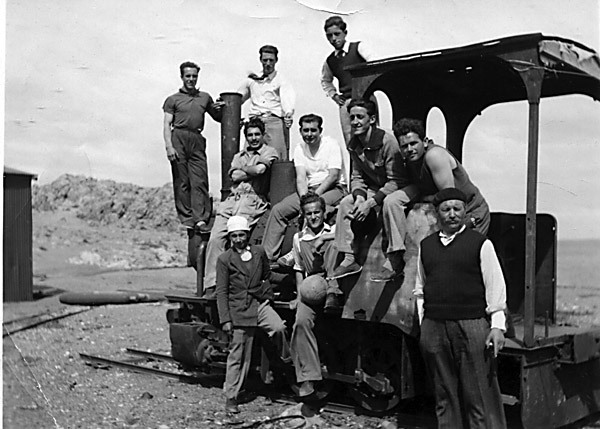
Trabajadores del as salinas.
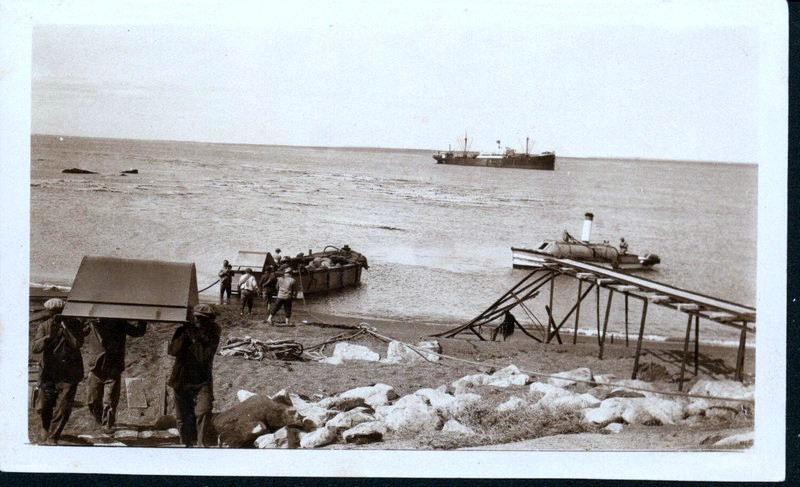
Trabajos en el muelle del pueblo
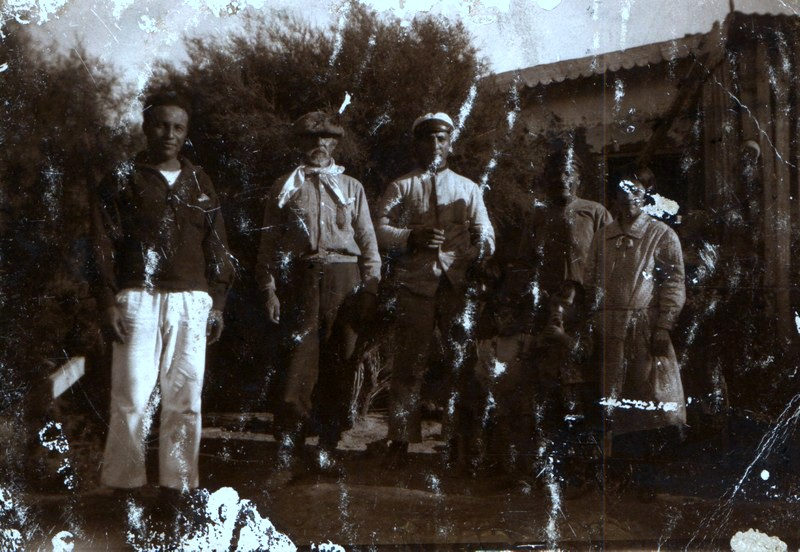
Familia y casa de Cabo Blanco.
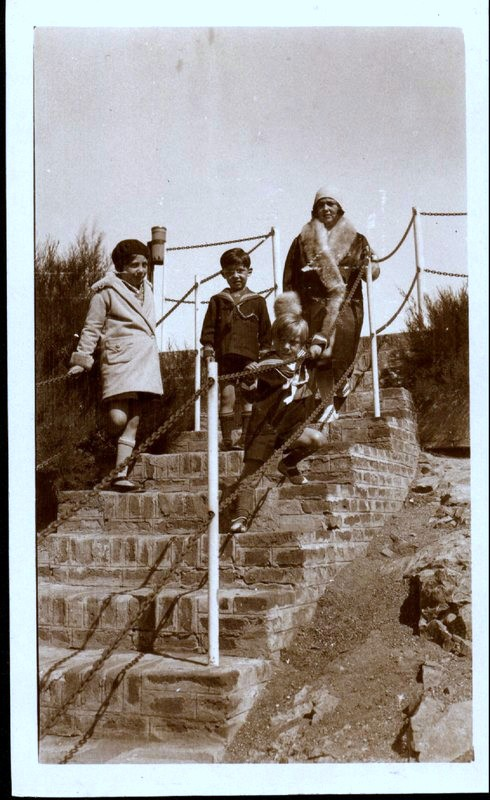
Antiguos pobladores en las escaleras del faro